# Przekształtnik
Przekształtnik (ang. converter) – w technice i inżynierii urządzenie lub system zmieniający lub dopasowujący parametry procesu technologicznego do określonych wymagań.
Przekształtniki można, w zależności od obszaru techniki i inżynierii, podzielić na:
- elektrotechniczne
- elektroniczne i telekomunikacyjne
- informatyczne
- chemiczne i metalurgiczne
- inne.

Przekształtniki elektryczne wykorzystywane w elektrotechnice i elektronice to, między innymi:
- przekształtniki energoelektroniczne, w tym 
  - przekształtniki częstotliwości
  - przekształtniki napięcia i prądu
  - przekształtniki mocy
- transformatory
- przekształtniki liniowe (wzmacniacze)
- przekształtniki analogowo-cyfrowe
- przekształtniki cyfrowo-analogowe
- konwertery sygnału audio i telewizyjnego.